# Ijar
Ijar (hebrejsky: אִייָר‎ nebo אִיָּר‎; z akkadského ajjaru, znamenající „rozeta; květ“) je osmý měsíc občanského a druhý měsíc biblického židovského kalendáře. Jméno je babylonského původu. V Bibli je pojmenován též jako ziv (זִו). Jedná se o jarní měsíc, který trvá 29 dní. Podle gregoriánského kalendáře připadá ijar obvykle na duben-květen.

## Svátky měsíce ijar
- Izraelský den vzpomínky na padlé (Jom ha-zikaron) – 4. ijar
- Den izraelské nezávislosti (Jom ha-acma'ut) – 5. ijar
- Druhý pesach (Pesach šeni) – 14. ijar[3]
- Lag ba-omer – 18. ijar
- Den Jeruzaléma (Jom Jerušalajim) – 28. ijar

## Járcajty
1. ijarŠmu'el Šmelke Horovic (roku 5638 = 1778 o. l.)
2. ijarJehuda Me'ir Abramovič (roku 5767 = 2007 o. l.)
12. ijarMe'ir Weiss (roku 5758 = 1998 o. l.)
Josef Samuel Bloch (roku 5683 = 1923 o. l.)
14. ijarrabi Me'ir (tradiční den vzpomínky; datum úmrtí není známo)
18. ijarŠim'on bar Jochaj (tradiční den vzpomínky; jako datum úmrtí není jisté)
19. ijarMeir z Rothenburku (roku 5053 = 1293 o. l.)